# Tom Lyle

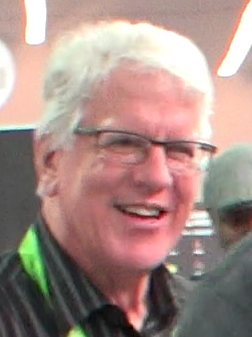
Tom Lyle, 2015

Thomas „Tom“ Lyle (* 2. November 1953 in Jacksonville, Florida; † 19. November 2019) war ein US-amerikanischer Comiczeichner und -autor.

## Leben und Arbeit
Tom Lyle begann in den 1980er Jahren als hauptberuflicher Comiczeichner zu arbeiten. Seinen ersten größeren Erfolg konnte er ab 1989 mit den Zeichnungen für die von Roger Stern getextete Science-Fiction-Serie Starman verbuchen, die bis 1991 bei DC Comics erschien.
Zwischen 1991 und 1993 zeichnete Lyle insgesamt drei Miniserien, in deren Mittelpunkt Soloabenteuer von Robin, dem jugendlichen Assistenten des Superheldencharakters Batman, standen. Verfasser dieser drei Miniserien – Robin (fünf Ausgaben), Robin II: Joker’s Wild (vier Ausgaben), Robin III: Cry of the Huntress (sechs Ausgaben) – war der Autor Chuck Dixon, mit dem Lyle sich 1991–1992 für neun weitere Batman-Comics zusammenfand (Detective Comics #644–649 und Batman #464–466).
Gemeinsam mit dem Autor Mark Waid arbeitete Lyle von 1991 bis 1992 knapp zwei Jahre lang an dem bei Impac Comics (ein ehemaliges Imprint von DC) erschienenen Fantasy-Comic The Comet, für das Lyle auch erstmals als Co-Autor tätig wurde.
Mitte der 1990er Jahre wechselte Lyle zu Marvel Comics, wo er gemeinsam mit Howard Mackie die populäre Serie Spider-Man übernahm, seit jeher eine der kommerziell erfolgreichsten Serien im Verlagsprogramm von Marvel. Gemeinsam mit dem Autor John Ostrander gestaltete Lyle im Folgenden einige Ausgaben der Serie The Punisher und – hier erstmals als alleiniger Autor wirkend – einige Hefte des Titels Warlock.
Lyle arbeitete zuletzt an dem Comic Chickasaw Adventures und gab Seminare im Kunstzeichnen am Savannah College of Art and Design.